# Pyramidella hancocki
Pyramidella hancocki is een slakkensoort uit de familie van de Pyramidellidae. De wetenschappelijke naam van de soort is voor het eerst geldig gepubliceerd in 1939 door Strong & Hertlein.